# Richard Cleasby
Richard Cleasby (30 novembre 1797 – 6 ottobre 1847) è stato un filologo britannico, autore, insieme a Guðbrandur Vigfússon, del primo dizionario Islandese-Inglese.

## Biografia
Fu il primogenito di Stephen Cleasby, e il fratello del giudice Anthony Cleasby. Fu istruito in una scuola privata, e per alcuni assistette il padre negli affari, ma nel 1824 abbandonò il commercio e lasciò la Gran Bretagna per studiare filosofia e letteratura. Dopo alcuni anni in Italia e in Germania, andò per un inverno alla University of Edinburgh, ma poi tornò nel continente e si stabilì nel 1830 a Monaco per studiare filosofia sotto Friedrich Schelling e Alto tedesco medio sotto Johann Andreas Schmeller e Hans Ferdinand Massmann. Fece molte escursioni in vari distretti della Germania, acquisendo conoscenze sui Dialetti della lingua tedesca.
A causa di una malattia del fegato, dovette andare spesso a Carlsbad, e più volte rivisitò l'Inghilterra. Il suo primo viaggio in Danimarca e in Svezia fu nel maggio del 1834, dove si interessò ai soggetti scandinavi. Nel 1839 poté vedere il Codex Argenteus a Uppsala e nel gennaio del 1840 decise di creare un dizionario Islandese - Inglese, iniziando il lavoro in aprile. Lavorò viaggiando tra l'Inghilterra, tra terme in Germania, e tra Copenaghen, dove conosceva degli amanuensi. Nell'estate del 1847 la sua salute peggiorò, e a ottobre morì a causa di un attacco di tifo.
Il dizionario poetico, preparato sotto la direzione di Sveinbjörn Egilsson, fu completato e pronto per essere pubblicato nel 1846. L'anno seguente Cleasby preparò campioni di dizionario per la prosa. Gli arrangiamenti furono fatti durante il completamento dei lavori a Copenaghen. Dopo qualche falsa partenza e dopo la temporanea perdita di qualche documento di Cleasby, Guðbrandur Vigfússon nel 1864 completò il dizionario, e George Webbe Dasent influenzò la Clarendon Press per sostenere il progetto. Il lavoro fu finalmente completato nel 1873 e venne introdotto con una prefazione di Henry Liddell, e un'introduzione e un memoriale di Cleasby da parte di Dasent.